# Кочубей, Леонтий Васильевич
Лео́нтий Васи́льевич Кочубе́й (31 мая 1871, Москва—2 февраля 1938, Аугсбург) — русский общественный деятель и политик, член III Государственной думы от Черниговской губернии. Представитель рода Кочубеев.

## Биография
Православный. Из потомственных дворян. Землевладелец Конотопского уезда Черниговской губернии (1900 десятин).
Леонтий Васильевич родился в семье коллежского секретаря Василия Васильевича Кочубея (1829—1878) и его второй супруги Марии Ивановны, урождённой Драгневич (1848—?). По линии отца — внук тайного советника Василия Васильевича Кочубея. Имел брата Михаила (1875—1950) и сестру Варвару (1869?-?), в будущем супругу глуховского уездного предводителя Василия Петровича Кочубея (1868—1940), сына Петра Аркадьевича. В возрасте семи лет потерял отца.
Окончил курс киевской коллегии Павла Галагана, которая была открыта в 1871 году мужем его тётки Екатерины Васильевны — Григорием Павловичем Галаганом — в память об их умершем сыне Павле (1853—1869). Позднее окончил юридический факультет Санкт-Петербургского университета. Вернувшись в Черниговскую губернию, занимался сельским хозяйством и общественной деятельностью. В течение трёх лет был губернским гласным Черниговского земства, состоял уездным гласным Борзенского и Старооскольского уезда, губернским гласным Курской губернии и почётным мировым судьей. Был членом Союза 17 октября.
В русско-японскую войну был на Дальнем Востоке в качестве уполномоченного дворянского отряда Красного Креста; в Первую мировую войну — главноуполномоченный Красного Креста.
В 1907 году был избран членом Государственной думы от Черниговской губернии. Входил во фракцию октябристов. Состоял докладчиком комиссии по направлению законодательных предположений, а также членом комиссий: по местному самоуправлению, по направлению законодательных предположений, по судебным реформам, о путях сообщения, распорядительной, переселенческой и сельскохозяйственной.
После революции эмигрировал в Сербию, в начале 1920-х переехал к сестре в Баварию. Умер в 1938 году в пригороде Аугсбурга Оберотмарсхаузене. Был холост.